# Tīryak Deh-e Pā'īn
Tīryak Deh-e Pā'īn (persiska: تيرَك دِهِ سُفلَى, Tīryak Deh-e Pā’īn, تيریک ده پائین, Tīrak Deh-e Soflá) är en ort i Iran.   Den ligger i provinsen Mazandaran, i den norra delen av landet, 110 km norr om huvudstaden Teheran. Tīryak Deh-e Pā'īn ligger 9 meter över havet och antalet invånare är 344.
Terrängen runt Tīryak Deh-e Pā'īn är varierad. Runt Tīryak Deh-e Pā'īn är det ganska glesbefolkat, med 39 invånare per kvadratkilometer. Närmaste större samhälle är Nūr, 6,9 km öster om Tīryak Deh-e Pā'īn. I omgivningarna runt Tīryak Deh-e Pā'īn växer i huvudsak blandskog.